# Festival RTP da Canção 1966
O III Grande Prémio TV da Canção 1966 foi o terceiro Festival RTP da Canção e teve lugar no dia 15 de Janeiro de 1966 nos estúdios da Tóbis, em Lisboa.
Os apresentadores foram Maria Fernanda e Henrique Mendes.

## Local
O Grande Prémio TV da Canção 1966 ocorreu em Lisboa. Lisboa é a capital de Portugal e a cidade mais populosa do país. Tem uma população de 506 892 habitantes, dentro dos seus limites administrativos. Na Área Metropolitana de Lisboa, residem 2 821 697 pessoas (2011), sendo por isso a maior e mais populosa área metropolitana do país. Lisboa é o centro político de Portugal, sede do Governo e da residência do chefe de Estado. É o "farol da lusofonia" (Daus): a Comunidade dos Países de Língua Portuguesa (CPLP) tem a sua sede na cidade. É ainda a capital mais a ocidente do continente europeu na costa atlântica.
O festival em si realizou-se nos Estúdio C da Tóbis.

## Votação
Cada júri distrital dispunha de 15 votos a distribuir pelas canções que pretendesse premiar.
Havia também um escrutinador no local, encarregado de monitorizar o processo de votação e controlar os resultados, estando sentado ao lado de dois assistentes. Após cada júri distrital revelar os seus votos, o escrutinador procedia à leitura da votação parcial.

## Participantes
A tabela seguinte apresenta as 8 canções originais que participaram nesta edição do Grande Prémio TV da Canção, juntamente com os intérpretes, autores da letra e compositores.
| # | Canção                 | Intérprete        | Música                          | Letra                                                         |
| - | ---------------------- | ----------------- | ------------------------------- | ------------------------------------------------------------- |
| 1 | "Outono"               | João Maria Tudela | António Ruiz de Almeida Garrett | António Ruiz de Almeida Garrett e José Monteiro Correia Alves |
| 2 | "Ele e ela"            | Madalena Iglésias | Carlos Canelhas                 | Carlos Canelhas                                               |
| 3 | "Eu Nunca Direi Adeus" | Sérgio Borges     | Joaquim Luís Gomes              | António de Sousa Freitas                                      |
| 4 | "Ai, Gracinha"         | João Maria Tudela | Luís Miguel de Oliveira         | Luís Miguel de Oliveira                                       |
| 5 | "Rebeldia"             | Madalena Iglésias | Fernando de Carvalho            | Jerónimo Bragança                                             |
| 6 | "Encontro para Amanhã" | António Calvário  | Carlos Nóbrega e Sousa          | Jerónimo Bragança                                             |
| 7 | "Caminhos Perdidos"    | Madalena Iglésias | Jaime Filipe e Tavares Belo     | António de Sousa Freitas                                      |
| 8 | "Nada e Ninguém"       | Tony de Matos     | Manuel Viegas                   | António José                                                  |

## Festival
Em 1966 a RTP apurou 8 canções para o III Grande Prémio TV da Canção Portuguesa, com vista a apurar o tema para nos representar no Festival Eurovisão da Canção 1966. A nossa final nacional teve lugar a 15 de janeiro no Estúdio C da Tóbis.
As canções selecionadas foram defendidas pelos seguintes intérpretes: João Maria Tudella (com dois temas), Madalena Iglésias (com três canções), Sérgio Borges, António Calvário e Tony de Matos, cada um com uma composição.
A eleição do tema vencedor esteve a cargo do júri distrital, distribuído pelas 18 capitais de distrito. Cada júri dispunha de 15 votos para distribuir, conforme pretendesse, pelas suas canções preferidas.
No final da votação o tema "Ele e ela", interpretado por Madalena Iglésias, consagrou-se o grande vencedor com 81 votos, deixando a canção classificada em 2.º lugar a 29 de distância, "Eu Nunca direi Adeus" por Sérgio Borges, com 52 votos. O pódio foi completado por "Rebeldia", na voz de Madalena Iglésias que se classificou em 3.º lugar, com 42 pontos.
"Ele e ela" com letra e música de Carlos Canelhas e interpretação de Madalena Iglésias foi a canção portuguesa ao Festival Eurovisão da Canção 1966.
| #  | Artista           | Canção                 | Lugar | Pontos |
| -- | ----------------- | ---------------------- | ----- | ------ |
| 1º | João Maria Tudela | "Outono"               | 4º    | 35     |
| 2º | Madalena Iglésias | "Ele e ela"            | 1º    | 81     |
| 3º | Sérgio Borges     | "Eu Nunca Direi Adeus" | 2º    | 52     |
| 4º | João Maria Tudela | "Ai, Gracinha"         | 7º    | 10     |
| 5º | Madalena Iglésias | "Rebeldia"             | 3º    | 42     |
| 6º | António Calvário  | "Encontro para Amanhã" | 5º    | 26     |
| 7º | Madalena Iglésias | "Caminhos Perdidos"    | 6º    | 19     |
| 8º | Tony de Matos     | "Nada e Ninguém"       | 8º    | 5      |

### Resultados
O júri distrital esteve sedeado nas 18 capitais de distrito de Portugal Continental e foi chamado a votar, segundo a ordem alfabética dos respetivos distritos.
| Júris                        | Canções Pontuadas | Canções Pontuadas | Canções Pontuadas | Canções Pontuadas | Canções Pontuadas | Canções Pontuadas | Canções Pontuadas | Canções Pontuadas |
| ---------------------------- | ----------------- | ----------------- | ----------------- | ----------------- | ----------------- | ----------------- | ----------------- | ----------------- |
| Júris                        |                   |                   |                   |                   |                   |                   |                   |                   |
| Distrito de Aveiro           | 1                 | 4                 | 1                 | 4                 |                   | 5                 |                   |                   |
| Distrito de Beja             | 4                 | 5                 | 2                 |                   | 4                 |                   |                   |                   |
| Distrito de Braga            | 4                 | 1                 |                   | 1                 |                   | 1                 | 8                 |                   |
| Distrito de Bragança         |                   | 5                 | 5                 | 1                 |                   | 1                 | 3                 |                   |
| Distrito de Castelo Branco   |                   | 7                 | 7                 |                   | 1                 |                   |                   |                   |
| Distrito de Coimbra          | 1                 | 9                 |                   |                   | 5                 |                   |                   |                   |
| Distrito de Évora            |                   | 8                 | 3                 |                   | 1                 | 2                 | 1                 |                   |
| Distrito de Faro             | 1                 | 1                 | 2                 |                   | 11                |                   |                   |                   |
| Distrito de Guarda           |                   | 2                 | 1                 |                   | 6                 | 6                 |                   |                   |
| Distrito de Leiria           | 4                 | 4                 | 3                 |                   | 1                 |                   |                   | 3                 |
| Distrito de Lisboa           |                   | 8                 | 7                 |                   |                   |                   |                   |                   |
| Distrito de Portalegre       |                   |                   | 13                |                   |                   |                   |                   | 2                 |
| Distrito de Porto            | 12                | 1                 |                   | 2                 |                   |                   |                   |                   |
| Distrito de Santarém         | 2                 | 6                 |                   |                   | 3                 | 4                 |                   |                   |
| Distrito de Setúbal          | 1                 | 12                |                   |                   |                   | 2                 |                   |                   |
| Distrito de Viana do Castelo | 1                 | 1                 | 2                 | 1                 | 4                 | 4                 | 2                 |                   |
| Distrito de Vila Real        |                   | 3                 |                   |                   | 6                 | 1                 | 5                 |                   |
| Distrito de Viseu            | 4                 | 4                 | 6                 | 1                 |                   |                   |                   |                   |
| Total                        | 35                | 81                | 52                | 10                | 42                | 26                | 19                | 5                 |
| Lugar                        | 4º                | 1º                | 2º                | 7º                | 3º                | 5º                | 6º                | 8º                |
| Júris                        |                   |                   |                   |                   |                   |                   |                   |                   |
| Canções Pontuadas            |                   |                   |                   |                   |                   |                   |                   |                   |

| Júris                        | Canções Pontuadas | Canções Pontuadas | Canções Pontuadas | Canções Pontuadas | Canções Pontuadas | Canções Pontuadas | Canções Pontuadas | Canções Pontuadas |
| ---------------------------- | ----------------- | ----------------- | ----------------- | ----------------- | ----------------- | ----------------- | ----------------- | ----------------- |
| Júris                        |                   |                   |                   |                   |                   |                   |                   |                   |
| Distrito de Aveiro           | 1                 | 4                 | 1                 | 4                 | 0                 | 5                 | 0                 | 0                 |
| Distrito de Beja             | 5                 | 9                 | 3                 | 4                 | 4                 | 5                 | 0                 | 0                 |
| Distrito de Braga            | 9                 | 10                | 3                 | 5                 | 4                 | 6                 | 8                 | 0                 |
| Distrito de Bragança         | 9                 | 15                | 8                 | 6                 | 4                 | 7                 | 11                | 0                 |
| Distrito de Castelo Branco   | 9                 | 22                | 15                | 6                 | 5                 | 7                 | 11                | 0                 |
| Distrito de Coimbra          | 10                | 31                | 15                | 6                 | 10                | 7                 | 11                | 0                 |
| Distrito de Évora            | 10                | 39                | 18                | 6                 | 11                | 9                 | 12                | 0                 |
| Distrito de Faro             | 11                | 40                | 20                | 6                 | 22                | 9                 | 12                | 0                 |
| Distrito de Guarda           | 11                | 42                | 21                | 6                 | 28                | 15                | 12                | 0                 |
| Distrito de Leiria           | 15                | 46                | 24                | 6                 | 29                | 15                | 12                | 3                 |
| Distrito de Lisboa           | 15                | 54                | 31                | 6                 | 29                | 15                | 12                | 3                 |
| Distrito de Portalegre       | 15                | 54                | 44                | 6                 | 29                | 15                | 12                | 5                 |
| Distrito de Porto            | 27                | 55                | 44                | 8                 | 29                | 15                | 12                | 5                 |
| Distrito de Santarém         | 29                | 61                | 44                | 8                 | 32                | 19                | 12                | 5                 |
| Distrito de Setúbal          | 30                | 73                | 44                | 8                 | 32                | 21                | 12                | 5                 |
| Distrito de Viana do Castelo | 31                | 74                | 46                | 9                 | 36                | 25                | 14                | 5                 |
| Distrito de Vila Real        | 31                | 77                | 46                | 9                 | 42                | 26                | 19                | 5                 |
| Distrito de Viseu            | 35                | 81                | 52                | 10                | 42                | 26                | 19                | 5                 |
| Lugar                        | 4º                | 1º                | 2º                | 7º                | 3º                | 5º                | 6º                | 8º                |
| Júris                        |                   |                   |                   |                   |                   |                   |                   |                   |
| Canções Pontuadas            |                   |                   |                   |                   |                   |                   |                   |                   |

### Maestros
Em baixo encontra-se a lista de maestros que conduziram a orquestra, na respectiva ordem de actuação.
| Canção                 | Maestro           |
| ---------------------- | ----------------- |
| "Outono"               | Jorge Costa Pinto |
| "Ele e Ela"            | Jorge Costa Pinto |
| "Eu Nunca Direi Adeus" | Jorge Costa Pinto |
| "Ai, Gracinha"         | Jorge Costa Pinto |
| "Rebeldia"             | Jorge Costa Pinto |
| "Encontro para Amanhã" | Jorge Costa Pinto |
| "Caminhos Perdidos"    | Jorge Costa Pinto |
| "Nada e Ninguém"       | Jorge Costa Pinto |
| Maestro anfitrião      | Jorge Costa Pinto |

## Artistas repetentes
Em 1966, os repetentes foram:
| Foto                           | Artista           | Ano Anterior         | Canção         | Pontuação | Classificação |
| ------------------------------ | ----------------- | -------------------- | -------------- | --------- | ------------- |
|                                | António Calvário  | FC 1964              | "Oração"       | 79        | 1º            |
| "Para cantar Portugal"         | António Calvário  | FC 1964              | 11             | 6º        |               |
| FC 1965                        | António Calvário  | "Por causa do mar"   | 13             | 6º        |               |
| FC 1965                        | António Calvário  | "Você não vê"        | 2              | 8º        |               |
| FC 1965                        | António Calvário  | "Bom Dia"            | 6              | 7º        |               |
|                                | Madalena Iglésias | FC 1964              | "Na tua carta" | 0         | 10º           |
| "Balada das palavras perdidas" | Madalena Iglésias | FC 1964              | 30             | 5º        |               |
| FC 1965                        | Madalena Iglésias | "Silêncio entre nós" | 46             | 3º        |               |

## Transmissão
| Área     | Canal | Comentadores     |
| -------- | ----- | ---------------- |
| Portugal | RTP1  | Sem comentadores |